# The Atlantic (Evergrey)
The Atlantic är det elfte studioalbumet av det svenska progressiva metal-bandet Evergrey. Albumet utgavs 2019 av det tyska skivbolaget AFM Records.

## Låtlista
1. ”A Silent Arc” – 7:47
2. ”Weightless” – 6:41
3. ”All I Have” – 6:19
4. ”A Secret Atlantis” – 5:31
5. ”The Tidal” – 1:06
6. ”End Of Silence” – 4:48
7. ”Currents” – 5:30
8. ”Departure” – 6:30
9. ”The Beacon” – 5:24
10. ”This Ocean” – 4:31

## Medverkande
Musiker (Evergrey-medlemmar)
- Tom S. Englund – gitarr, sång
- Rikard Zander – keyboard
- Johan Niemann – basgitarr
- Henrik Danhage	– gitarr
- Jonas Ekdahl – trummor

Produktion
- Tom S. Englund – producent, ljudtekniker